# Неравенство Чебышёва

Неравенство в стандартной формулировке, домноженное на Демонстрирующая анимация

Нера́венство Чебышёва (или неравенство Бьенеме — Чебышёва) — неравенство в теории меры и теории вероятностей.
Оно было первый раз получено Бьенеме в 1853 году, и позже также Чебышёвым (в статье «О средних величинах» 1867 года).
Неравенство, использующееся в теории меры, является более общим, в теории вероятностей используется его следствие.

## В теории меры
Неравенство Чебышёва в теории меры описывает взаимосвязь интеграла Лебега и меры. Аналог этого неравенства в теории вероятностей — неравенство Маркова. Неравенство Чебышёва также используется для доказательства вложения пространства {\displaystyle L_{p}} в слабое пространство {\displaystyle L_{p}}.

### Стандартная формулировка
Пусть {\displaystyle (X,\;{\mathcal {F}},\;\mu )} — пространство с мерой. Если функция {\displaystyle f(x)} интегрируема и неотрицательна на множестве {\displaystyle A}, то для любой положительной константы {\displaystyle c} мера множества всех {\displaystyle x} из {\displaystyle A}, для которых значение {\displaystyle f(x)} не меньше {\displaystyle c}, сама не больше интеграла от {\displaystyle f(x)} по {\displaystyle A}, делённого на {\displaystyle c}:
{\displaystyle \mu \left\{x\in A:f(x)\geqslant c\right\}\leqslant {\frac {1}{c}}\int \limits _{A}f(x)\,\mu (dx).}

### Обобщённая формулировка
Стандартной формулировке можно сделать следующее обобщение. Пусть {\displaystyle g(x)} также интегрируема и неотрицательна на множестве {\displaystyle A}, но она к тому же не убывает (не обязательно всюду, достаточно лишь неубывания на всей области значения {\displaystyle f(x)} и в точке {\displaystyle c}). Тогда мера множества всех {\displaystyle x} из {\displaystyle A}, для которых значение {\displaystyle f(x)} не меньше {\displaystyle c}, сама не больше интеграла от композиции {\displaystyle g{\big (}f(x){\big )}} по {\displaystyle A}, делённому на {\displaystyle g(c)}:
{\displaystyle \mu \left\{x\in A:f(x)\geqslant c\right\}\leqslant {\frac {1}{g(c)}}\int \limits _{A}g{\big (}f(x){\big )}\,\mu (dx).}
Для перехода к стандартной формулировке достаточно взять {\displaystyle g(x)=x.}

### Формулировка в терминах пространства Lₚ
Пусть {\displaystyle \phi (x)\in L_{p}}. Тогда
{\displaystyle \mu {\Bigl (}{\bigl \{}x\in A\,{\big |}\,|\phi (x)|>t{\bigr \}}{\Bigr )}\leqslant {\frac {\|\phi \|_{p}^{p}}{t^{p}}}.}

## В теории вероятностей

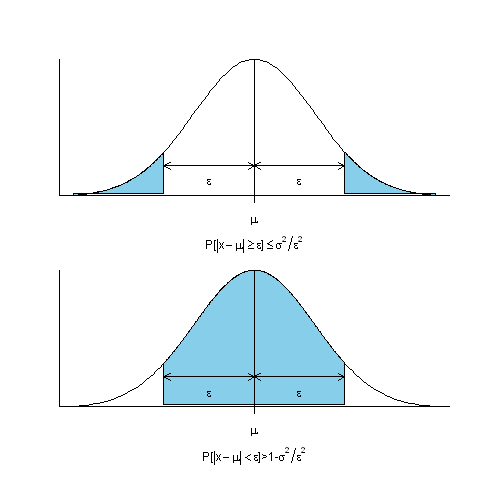
Неравенство Чебышёва, ограничивающее вероятность больших отклонений случайной величины от своего математического ожидания

Неравенство Чебышёва в теории вероятностей утверждает, что случайная величина в основном принимает значения, близкие к своему среднему. А более точно, оно даёт оценку вероятности того, что случайная величина примет значение, далёкое от своего среднего.
Неравенство Чебышёва является следствием неравенства Маркова.

### Формулировка
Пусть случайная величина {\displaystyle X\colon \Omega \rightarrow \mathbb {R} } определена на вероятностном пространстве {\displaystyle (\Omega ,{\mathcal {F}},\mathbb {P} )}, а её математическое ожидание {\displaystyle \mu } и дисперсия {\displaystyle \sigma ^{2}} конечны. Тогда
{\displaystyle \mathbb {P} \left(|X-\mu |\geqslant a\right)\leqslant {\frac {\sigma ^{2}}{a^{2}}}}, где {\displaystyle a>0}.
Если {\displaystyle a=k\sigma }, где {\displaystyle \sigma } — стандартное отклонение и {\displaystyle k>0}, то получаем
{\displaystyle \mathbb {P} \left(|X-\mu |\geqslant k\sigma \right)\leqslant {\frac {1}{k^{2}}}}.
В частности, случайная величина с конечной дисперсией отклоняется от среднего больше, чем на {\displaystyle 2} стандартных отклонения, с вероятностью меньше {\displaystyle 25\%}. Отклоняется от среднего на {\displaystyle 3} стандартных отклонения с вероятностью меньше {\displaystyle 11.12\%}. Иными словами, случайная величина укладывается в {\displaystyle 2} стандартных отклонения с вероятностью {\displaystyle 75\%} и в {\displaystyle 3} стандартных отклонения с вероятностью {\displaystyle 88.88\%}
Для важнейшего случая одномодальных распределений неравенство Высочанского — Петунина существенно усиливает неравенство Чебышёва, включая в себя дробь {\textstyle {\frac {4}{9}}}. Таким образом, граница в {\displaystyle 3} стандартных отклонения включает {\displaystyle 95.06\%} значений случайной величины. В отличие от нормального распределения, где {\displaystyle 3} стандартных отклонения включают {\displaystyle 99.73\%} значений случайной величины.

## Доказательство
Докажем теорему в обобщённой формулировке. Обозначим за {\displaystyle A_{c}} искомое множество {\displaystyle \{x\in A:f(x)\geqslant c\}.} Тогда интеграл от композиции по {\displaystyle A} можно разбить на сумму двух интегралов: по {\displaystyle A_{c}} и по {\displaystyle A\setminus A_{c}}, оба из которых неотрицательны, так что интеграл от композиции по {\displaystyle A} не меньше, чем интеграл по {\displaystyle A_{c}} — один из них. В то же время на всём множестве {\displaystyle A_{c}} функция {\displaystyle f(x)} не меньше {\displaystyle c} по построению, поэтому на нём значение композиции {\displaystyle g{\big (}f(x){\big )}} не меньше {\displaystyle g(c)} в силу свойств неубывания, а потому и интеграл от композиции по {\displaystyle A_{c}} больше или равен интегралу от {\displaystyle g(c)} по {\displaystyle A_{c}}. Последний равен произведению меры {\displaystyle A_{c}} на {\displaystyle g(c)}, ведь {\displaystyle g(c)} константа. Поделив на {\displaystyle g(c)}, получим исходное соотношение. Формализуя вышесказанное получаем доказываемое неравенство:
{\displaystyle {\frac {1}{g(c)}}\int \limits _{A}g{\big (}f(x){\big )}\,\mu (dx)={\frac {1}{g(c)}}\left(\int \limits _{A_{c}}g{\big (}f(x){\big )}\,\mu (dx)+\int \limits _{A\setminus A_{c}}g{\big (}f(x){\big )}\,\mu (dx)\right)\geqslant {\frac {1}{g(c)}}\int \limits _{A_{c}}g{\big (}f(x){\big )}\,\mu (dx)\geqslant {\frac {1}{g(c)}}\int \limits _{A_{c}}g(c)\,\mu (dx)={\frac {1}{g(c)}}\cdot g(c)\mu A_{c}=\mu A_{c}.}